# Mistrzostwa Świata U-20 w Piłce Nożnej 2023
Mistrzostwa Świata do lat 20 w Piłce Nożnej 2023 – dwudziesty trzeci turniej mistrzostw świata U-20 w piłce nożnej mężczyzn. Po raz drugi wydarzenie to rozgrywane było w Argentynie. Rozpoczęło się 20 maja, a zakończyło 11 czerwca 2023 roku.
W turnieju mogli wystąpić jedynie zawodnicy, którzy urodzili się pomiędzy 1 stycznia 2003 a 31 grudnia 2007 roku włącznie.

## Wybór gospodarza
W 2019 roku złożono pięć kandydatur na organizację turnieju w 2021 roku. 24 października 2019 roku ogłoszono, że Indonezja zorganizuje wydarzenie. W grudniu 2020 ogłoszono, że turniej zostaje przeniesiony na rok 2023, a Indonezja pozostanie gospodarzem.
29 marca 2023 roku, Indonezja została pozbawiona organizacji mistrzostw z powodu protestów przeciwko udziałowi w wydarzeniu reprezentacji Izraela, po czym Peru, Argentyna i Katar potwierdziły swoje zainteresowanie organizacją turnieju. Tylko Argentyna złożyła oficjalną kandydaturę.
17 kwietnia 2023 roku potwierdzono, że Argentyna zostanie gospodarzem turnieju.

## Zakwalifikowane zespoły
Do finałowego turnieju zakwalifikowały się 24 drużyny. Oprócz Argentyny, która miała zapewniony start jako gospodarz, 23 inne zespoły uzyskały kwalifikację poprzez sześć oddzielnych turniejów kontynentalnych.
| Konfederacja                                     | Turniej kwalifikacyjny                                   | Reprezentacja          | Ostatni występ w MŚ U-20 | Najlepszy wynik w MŚ U-20                                     | Wynik        |
| ------------------------------------------------ | -------------------------------------------------------- | ---------------------- | ------------------------ | ------------------------------------------------------------- | ------------ |
| AFC (Azja)                                       | Mistrzostwa Azji U-20 w piłce nożnej 2023                | Irak U-20              | 2013                     | 4. miejsce (2013)                                             | Faza Grupowa |
| AFC (Azja)                                       | Mistrzostwa Azji U-20 w piłce nożnej 2023                | Japonia U-20           | 2019                     | 2. miejsce (1999)                                             | Faza Grupowa |
| AFC (Azja)                                       | Mistrzostwa Azji U-20 w piłce nożnej 2023                | Korea Południowa U-20  | 2019                     | 2. miejsce (2019)                                             | IV miejsce   |
| AFC (Azja)                                       | Mistrzostwa Azji U-20 w piłce nożnej 2023                | Uzbekistan U-20        | 2015                     | 1/4 finału (2013, 2015)                                       | 1/8 finału   |
| CAF (Afryka)                                     | Mistrzostwa Afryki U-20 w piłce nożnej 2023              | Gambia U-20            | 2007                     | 1/8 finału (2007)                                             | 1/8 finału   |
| CAF (Afryka)                                     | Mistrzostwa Afryki U-20 w piłce nożnej 2023              | Nigeria U-20           | 2019                     | 2. miejsce (1989, 2005)                                       | Ćwierćfinał  |
| CAF (Afryka)                                     | Mistrzostwa Afryki U-20 w piłce nożnej 2023              | Senegal U-20           | 2019                     | 4. miejsce (2015)                                             | Faza Grupowa |
| CAF (Afryka)                                     | Mistrzostwa Afryki U-20 w piłce nożnej 2023              | Tunezja U-20           | 1985                     | Faza grupowa (1977, 1985)                                     | 1/8 finału   |
| CONCACAF (Ameryka Centralna, Północna i Karaiby) | Mistrzostwa Ameryki Północnej U-20 w piłce nożnej 2022   | Dominikana U-20        | debiutant                | debiutant                                                     | Faza Grupowa |
| CONCACAF (Ameryka Centralna, Północna i Karaiby) | Mistrzostwa Ameryki Północnej U-20 w piłce nożnej 2022   | Gwatemala U-20         | 2011                     | 1/8 finału (2011)                                             | Faza Grupowa |
| CONCACAF (Ameryka Centralna, Północna i Karaiby) | Mistrzostwa Ameryki Północnej U-20 w piłce nożnej 2022   | Honduras U-20          | 2019                     | Faza grupowa (1977, 1995, 1999, 2005, 2009, 2015, 2017, 2019) | Faza Grupowa |
| CONCACAF (Ameryka Centralna, Północna i Karaiby) | Mistrzostwa Ameryki Północnej U-20 w piłce nożnej 2022   | Stany Zjednoczone U-20 | 2019                     | 4. miejsce (1989)                                             | Ćwierćfinał  |
| CONMEBOL (America Południowa)                    | Gospodarz                                                | Argentyna U-20         | 2019                     | Mistrzostwo (1979, 1995, 1997, 2001, 2005, 2007)              | 1/8 finału   |
| CONMEBOL (America Południowa)                    | Mistrzostwa Ameryki Południowej U-20 w piłce nożnej 2023 | Brazylia U-20          | 2015                     | Mistrzostwo (1983, 1985, 1993, 2003, 2011)                    | Ćwierćfinał  |
| CONMEBOL (America Południowa)                    | Mistrzostwa Ameryki Południowej U-20 w piłce nożnej 2023 | Kolumbia U-20          | 2019                     | 3. miejsce (2013)                                             | Ćwierćfinał  |
| CONMEBOL (America Południowa)                    | Mistrzostwa Ameryki Południowej U-20 w piłce nożnej 2023 | Ekwador U-20           | 2019                     | 3. miejsce (2019)                                             | 1/8 finału   |
| CONMEBOL (America Południowa)                    | Mistrzostwa Ameryki Południowej U-20 w piłce nożnej 2023 | Urugwaj U-20           | 2019                     | 2. miejsce (1997, 2013)                                       | Mistrz       |
| OFC (Oceania)                                    | Mistrzostwa Oceanii U-19 w Piłce Nożnej 2022             | Fidżi U-20             | 2015                     | Faza grupowa (2015)                                           | Faza Grupowa |
| OFC (Oceania)                                    | Mistrzostwa Oceanii U-19 w Piłce Nożnej 2022             | Nowa Zelandia U-20     | 2019                     | 1/8 finału (2015, 2017, 2019)                                 | 1/8 finału   |
| UEFA (Europa)                                    | Mistrzostwa Europy U-19 w Piłce Nożnej 2022              | Anglia U-20            | 2017                     | Mistrzostwo (2017)                                            | 1/8 finału   |
| UEFA (Europa)                                    | Mistrzostwa Europy U-19 w Piłce Nożnej 2022              | Francja U-20           | 2019                     | Mistrzostwo (2013)                                            | Faza Grupowa |
| UEFA (Europa)                                    | Mistrzostwa Europy U-19 w Piłce Nożnej 2022              | Izrael U-20            | debiutant                | debiutant                                                     | III miejsce  |
| UEFA (Europa)                                    | Mistrzostwa Europy U-19 w Piłce Nożnej 2022              | Włochy U-20            | 2019                     | 3. miejsce (2017)                                             | II miejsce   |
| UEFA (Europa)                                    | Mistrzostwa Europy U-19 w Piłce Nożnej 2022              | Słowacja U-20          | 2003                     | 1/8 finału (2003)                                             | 1/8 finału   |

## Miasta i stadiony
Cztery stadiony w czterech miastach są gospodarzami turnieju.
| La Plata                                   | Santiago del Estero             | Mendoza                     | San Juan                          |
| ------------------------------------------ | ------------------------------- | --------------------------- | --------------------------------- |
| Estadio Ciudad de La Plata                 | Estadio Único Madre de Ciudades | Estadio Malvinas Argentinas | Estadio San Juan del Bicentenario |
| Pojemność: 53 000                          | Pojemność: 30 000               | Pojemność: 42 000           | Pojemność: 25 286                 |
|                                            |                                 |                             |                                   |
| La PlataSantiago del EsteroMendozaSan Juan |                                 |                             |                                   |

## Sędziowie
| Konfederacja | Imię i nazwisko             | Mecze |
| ------------ | --------------------------- | --- |
| AFC          | Mohammed Khled Al Hoish     | Ekwador U-20 2:1 Słowacja U-20 (faza grupowa) Dominikana U-20 0:3 Włochy U-20 (faza grupowa) Kolumbia U-20 5:1 Słowacja U-20 (1/8 finału)                                                              |
| AFC          | Salman Ahmad Falahi         | Stany Zjednoczone U-20 1:0 Ekwador U-20 (faza grupowa) Nowa Zelandia U-20 0:5 Argentyna U-20 (faza grupowa) Kolumbia U-20 1:3 Włochy U-20 (ćwierćfinał)                                                |
| AFC          | Yusuke Araki                | Nigeria U-20 2:1 Dominikana U-20 (faza grupowa) Ekwador U-20 9:0 Fidżi U-20 (faza grupowa) |
| CAF          | Abongile Tom                | Gwatemala U-20 0:1 Nowa Zelandia U-20 (faza grupowa) Korea Południowa U-20 2:2 Honduras U-20 (faza grupowa)                                                                                            |
| CAF          | Issa Sy                     | Fidżi U-20 0:4 Słowacja U-20 (faza grupowa) Honduras U-20 1:3 Francja U-20 (faza grupowa) |
| CAF          | Mohamed Maarouf Eid Mansour | Stany Zjednoczone U-20 3:0 Fidżi U-20 (faza grupowa) Uzbekistan U-20 2:0 Gwatemala U-20 (faza grupowa) Stany Zjednoczone U-20 4:0 Nowa Zelandia U-20 (1/8 finału)                                      |
| CONCACAF     | Juan Gabriel Calderon Perez | Izrael U-20 1:2 Kolumbia U-20 (faza grupowa) Francja U-20 1:2 Gambia U-20 (faza grupowa) Izrael U-20 3:2 p.d. Brazylia U-20 (ćwierćfinał)                                                              |
| CONCACAF     | Marco Antonio Ortiz Nava    | Włochy U-20 3:2 Brazylia U-20 (faza grupowa) Urugwaj U-20 2:3 Anglia U-20 (faza grupowa) |
| CONCACAF     | Oshane Nation               | Uzbekistan U-20 2:2 Nowa Zelandia U-20 (faza grupowa) Korea Południowa U-20 0:0 Gambia U-20 (faza grupowa) Ekwador U-20 2:3 Korea Południowa U-20 (faza grupowa)                                       |
| CONMEBOL     | Jhon Ospina                 | Francja U-20 1:2 Korea Południowa U-20 (faza grupowa) Irak U-20 0:3 Tunezja U-20 (faza grupowa) |
| CONMEBOL     | Piero Maza                  | Włochy U-20 0:2 Nigeria U-20 (faza grupowa) Japonia U-20 1:2 Izrael U-20 (faza grupowa) |
| CONMEBOL     | Ramon Abatti                | Anglia U-20 1:0 Tunezja U-20 (faza grupowa) Słowacja U-20 0:2 Stany Zjednoczone U-20 (faza grupowa) Anglia U-20 1:2 Włochy U-20 (1/8 finału) Izrael U-20 3:1 Korea Południowa U-20 (mecz o 3. miejsce) |
| CONMEBOL     | Yael Falcón Pérez           | Senegal U-20 1:1 Izrael U-20 (faza grupowa) Włochy U-20 2:1 Korea Południowa U-20 (półfinał) |
| CONMEBOL     | Yohan Pérez                 | Uzbekistan U-20 0:1 Izrael U-20 (1/8 finału) |
| OFC          | Campbell-Kirk Waugh         | Gambia U-20 2:1 Honduras U-20 (faza grupowa) Anglia U-20 0:0 Irak U-20 (faza grupowa) |
| UEFA         | François Letexier           | Argentyna U-20 2:1 Uzbekistan U-20 (faza grupowa) Brazylia U-20 6:0 Dominikana U-20 (faza grupowa) Gambia U-20 0:1 Urugwaj U-20 (1/8 finału)                                                           |
| UEFA         | Glenn Nyberg                | Urugwaj U-20 4:0 Irak U-20 (faza grupowa) Argentyna U-20 0:2 Nigeria U-20 (1/8 finału) Urugwaj U-20 1:0 Włochy U-20 (finał)                                                                            |
| UEFA         | Halil Umut Meler            | Argentyna U-20 3:0 Gwatemala U-20 (faza grupowa) Kolumbia U-20 1:1 Senegal U-20 (faza grupowa) Brazylia U-20 4:1 Tunezja U-20 (1/8 finału)                                                             |
| UEFA         | José María Sánchez Martínez | Japonia U-20 1:2 Kolumbia U-20 (faza grupowa) Tunezja U-20 0:1 Urugwaj U-20 (faza grupowa) Korea Południowa U-20 1:0 p.d. Nigeria U-20 (ćwierćfinał) Urugwaj U-20 1:0 Izrael U-20 (półfinał)           |
| UEFA         | Serdar Gozubuyuk            | Senegal U-20 0:1 Japonia U-20 (faza grupowa) Brazylia U-20 2:0 Nigeria U-20 (faza grupowa) Stany Zjednoczone U-20 0:2 Urugwaj U-20 (ćwierćfinał)                                                       |

## Losowanie
Losowanie grup turnieju finałowego odbyło się 21 kwietnia 2023 w siedzibie FIFA w Zurychu w Szwajcarii. 24 drużyny podzielono na 4 koszyki na podstawie wyników z pięciu ostatnich Mistrzostw Świata do lat 20. Reprezentacje rozlosowano do sześciu grup po cztery drużyny. Zespoły z tych samych konfederacji nie mogły trafić do jednej grupy.
| Koszyk 1                                                                                         | Koszyk 2                                                                                      | Koszyk 3                                                                     | Koszyk 4                                                                          |
| ------------------------------------------------------------------------------------------------ | --------------------------------------------------------------------------------------------- | ---------------------------------------------------------------------------- | --------------------------------------------------------------------------------- |
| Argentyna U-20 (gr. A) Urugwaj U-20 Stany Zjednoczone U-20 Francja U-20 Senegal U-20 Włochy U-20 | Anglia U-20 Korea Południowa U-20 Nowa Zelandia U-20 Brazylia U-20 Ekwador U-20 Kolumbia U-20 | Nigeria U-20 Uzbekistan U-20 Japonia U-20 Irak U-20 Honduras U-20 Fidżi U-20 | Gwatemala U-20 Dominikana U-20 Gambia U-20 Izrael U-20 Słowacja U-20 Tunezja U-20 |

## Faza grupowa
Legenda
|  | Bezpośredni awans do fazy pucharowej.                                                                            |
|  | Możliwy awans do fazy pucharowej, jako jedna z czterech najlepszych drużyn zajmujących trzecie miejsce w grupie. |
|  | Odpadnięcie z turnieju.                                                                                          |

Gdy drużyny mają tyle samo punktów, o kolejności w tabeli decyduje:
1. różnica bramek;
2. gole zdobyte;
3. punkty zdobyte w meczach pomiędzy danymi drużynami;
4. różnica bramek w meczach pomiędzy danymi drużynami;
5. zdobyte bramki w meczach pomiędzy danymi drużynami;
6. punkty fair play;
7. losowanie miejsc przez komitet organizacyjny.

Grubą czcionką są zaznaczone drużyny, które wywalczyły awans do 1/8 finału.

### Grupa A
| Zespół             | Pkt | M | W | R | P | Br+ | Br- | +/- |
| ------------------ | --- | - | - | - | - | --- | --- | --- |
| Argentyna U-20     | 9   | 3 | 3 | 0 | 0 | 10  | 1   | +9  |
| Uzbekistan U-20    | 4   | 3 | 1 | 1 | 1 | 5   | 4   | +1  |
| Nowa Zelandia U-20 | 4   | 3 | 1 | 1 | 1 | 3   | 7   | -4  |
| Gwatemala U-20     | 0   | 3 | 0 | 0 | 3 | 0   | 6   | -6  |

| 20 maja 2023 20:00 CET | Gwatemala U-20 | 0:1(0:0)Raport | Nowa Zelandia U-20 · 80' Garbett | Estadio Único Madre de Ciudades, Santiago del Estero Widzów: 15 100 Sędzia: Abongile Tom |
|                        |                |                |                                  |                                                                                          |

| 20 maja 2023 23:00 CET | Argentyna U-20 · Véliz 27' · Carboni 41' | 2:1(2:1)Raport | Uzbekistan U-20 · 23' Makhamadjonov | Estadio Único Madre de Ciudades, Santiago del Estero Widzów: 37 233 Sędzia: François Letexier |
|                        |                                          |                |                                     |                                                                                               |

| 23 maja 2023 20:00 CET | Uzbekistan U-20 · Fayzullaev 51' · Esanov 90+3' · | 2:2(0:2)Raport | Nowa Zelandia U-20 · 23' Wallace · 41' Herdman · | Estadio Único Madre de Ciudades, Santiago del Estero Widzów: 12 243 Sędzia: Oshane Nation |
|                        |                                                   |                |                                                  |                                                                                           |

| 23 maja 2023 23:00 CET | Argentyna U-20 · Véliz 17' · Romero 65' · Perrone 90+8' · | 3:0(1:0)Raport | Gwatemala U-20 | Estadio Único Madre de Ciudades, Santiago del Estero Widzów: 37 033 Sędzia: Halil Umut Meler |
|                        |                                                           |                |                |                                                                                              |

| 26 maja 2023 23:00 CET | Uzbekistan U-20 · Nematzhonov 9', 20' | 2:0(2:0)Raport | Gwatemala U-20 | Estadio Único Madre de Ciudades, Santiago del Estero Widzów: 15 357 Sędzia: Mohamed Maarouf Eid Mansour |
|                        |                                       |                |                | |

| 26 maja 2023 23:00 CET | Nowa Zelandia U-20 | 0:5(0:3)Raport | Argentyna U-20 · 14' Maestro Puch · 17' Infantino · 35' Romero · 50' (k) Aguirre · 86' Véliz | Estadio San Juan del Bicentenario, San Juan Widzów: 27 836 Sędzia: Salman Ahmad Falahi |
|                        |                    |                |                                                                                              |                                                                                        |

### Grupa B
| Zespół                 | Pkt | M | W | R | P | Br+ | Br- | +/- |
| ---------------------- | --- | - | - | - | - | --- | --- | --- |
| Stany Zjednoczone U-20 | 9   | 3 | 3 | 0 | 0 | 6   | 0   | +6  |
| Ekwador U-20           | 6   | 3 | 2 | 0 | 1 | 11  | 2   | +9  |
| Słowacja U-20          | 3   | 3 | 1 | 0 | 2 | 5   | 4   | +1  |
| Fidżi U-20             | 0   | 3 | 0 | 0 | 3 | 0   | 18  | -18 |

| 20 maja 2023 20:00 CET | Stany Zjednoczone U-20 · Gómez 90+3' | 1:0(0:0)Raport | Ekwador U-20 | Estadio San Juan del Bicentenario, San Juan Widzów: 14 865 Sędzia: Salman Ahmad Falahi |
|                        |                                      |                |              |                                                                                        |

| 20 maja 2023 23:00 CET | Fidżi U-20 | 0:4(0:2)Raport | Słowacja U-20 · 17' Gaži · 25' Szolgai · 70' Gajdoš · 79' Jambor | Estadio San Juan del Bicentenario, San Juan Widzów: 9 359 Sędzia: Issa Sy |
|                        |            |                |                                                                  |                                                                           |

| 23 maja 2023 20:00 CET | Stany Zjednoczone U-20 · Luna 66' · Cowell 88' · Wiley 90+9' · | 3:0(0:0)Raport | Fidżi U-20 | Estadio San Juan del Bicentenario, San Juan Widzów: 8 017 Sędzia: Mohamed Maarouf Eid Mansour |
|                        |                                                                |                |            |                                                                                               |

| 23 maja 2023 23:00 CET | Ekwador U-20 · Cuero 45+1' · Klinger 59' · | 2:1(1:1)Raport | Słowacja U-20 · 45+1' Szolgai | Estadio San Juan del Bicentenario, San Juan Widzów: 13 919 Sędzia: Mohammed Khled Al Hoish |
|                        |                                            |                |                               |                                                                                            |

| 26 maja 2023 20:00 CET | Ekwador U-20 · Páez 7' · Klinger 34' · Cuero 36', 45+6' · Minda 66', 85' · Chamba 89' · Zambrano 90+6' (k), 90+10' | 9:0(4:0)Raport | Fidżi U-20 | Estadio Único Madre de Ciudades, Santiago del Estero Widzów: 9 958 Sędzia: Yusuke Araki |
|                        | |                |            |                                                                                         |

| 26 maja 2023 20:00 CET | Słowacja U-20 | 0:2(0:1)Raport | Stany Zjednoczone U-20 · 38' Cowell · 90+6' Tsakiris | Estadio San Juan del Bicentenario, San Juan Widzów: 15 059 Sędzia: Ramon Abatti |
|                        |               |                |                                                      |                                                                                 |

### Grupa C
| Zespół        | Pkt | M | W | R | P | Br+ | Br- | +/- |
| ------------- | --- | - | - | - | - | --- | --- | --- |
| Kolumbia U-20 | 7   | 3 | 2 | 1 | 0 | 5   | 3   | +2  |
| Izrael U-20   | 4   | 3 | 1 | 1 | 1 | 4   | 4   | 0   |
| Japonia U-20  | 3   | 3 | 1 | 0 | 2 | 3   | 4   | -1  |
| Senegal U-20  | 2   | 2 | 0 | 2 | 1 | 2   | 3   | -1  |

| 21 maja 2023 20:00 CET | Izrael U-20 · Turgeman 57' (k.) | 1:2(0:0)Raport | Kolumbia U-20 · 74' (k.) Cortés · 90' Puerta | Estadio Ciudad de La Plata, La Plata Widzów: 7 600 Sędzia: Juan Gabriel Calderón |
|                        |                                 |                |                                              |                                                                                  |

| 21 maja 2023 23:00 CET | Senegal U-20 | 0:1(0:1)Raport | Japonia U-20 · 14' Matsuki | Estadio Ciudad de La Plata, La Plata Widzów: 8 625 Sędzia: Serdar Gözübüyük |
|                        |              |                |                            |                                                                             |

| 24 maja 2023 20:00 CET | Senegal U-20 · Diop 80' | 1:1(0:0)Raport | Izrael U-20 · Ndiaye 58' (sam.) | Estadio Ciudad de La Plata, La Plata Widzów: 2 078 Sędzia: Yael Falcón Pérez |
|                        |                         |                |                                 |                                                                              |

| 24 maja 2023 23:00 CET | Japonia U-20 · Yamane 30' · | 1:2(1:0)Raport | Kolumbia U-20 · 53' Asprilla · 59' Ángel · | Estadio Ciudad de La Plata, La Plata Widzów: 3 768 Sędzia: José María Sánchez Martínez |
|                        |                             |                |                                            |                                                                                        |

| 27 maja 2023 23:00 CET | Kolumbia U-20 · Cortés 90+5' (k) | 1:1(0:1)Raport | Senegal U-20 · 30' Camara | Estadio Ciudad de La Plata, La Plata Widzów: 15 825 Sędzia: Halil Umut Meler |
|                        |                                  |                |                           |                                                                              |

| 27 maja 2023 23:00 CET | Japonia U-20 · Sakamoto 45+2' | 1:2(1:0)Raport | Izrael U-20 · 76' Navi · 90+1' Senior | Estadio Malvinas Argentinas, Mendoza Widzów: 7 581 Sędzia: Piero Maza |
|                        |                               |                |                                       |                                                                       |

### Grupa D
| Zespół          | Pkt | M | W | R | P | Br+ | Br- | +/- |
| --------------- | --- | - | - | - | - | --- | --- | --- |
| Brazylia U-20   | 6   | 3 | 2 | 0 | 1 | 10  | 3   | +7  |
| Włochy U-20     | 6   | 3 | 2 | 0 | 1 | 6   | 4   | +2  |
| Nigeria U-20    | 6   | 3 | 2 | 0 | 1 | 4   | 3   | +1  |
| Dominikana U-20 | 0   | 3 | 0 | 0 | 3 | 1   | 11  | -10 |

| 21 maja 2023 20:00 CET | Nigeria U-20 · de Peña 31' (sam.) · Lawal 70' | 2:1(1:1)Raport | Dominikana U-20 · 23' (k) Azcona | Estadio Malvinas Argentinas, Mendoza Widzów: 21 647 Sędzia: Yusuke Araki |
|                        |                                               |                |                                  |                                                                          |

| 21 maja 2023 23:00 CET | Włochy U-20 · Prati 11' · Casadei 27', 34' (k) · | 3:2(3:0)Raport | Brazylia U-20 · 72', 87' Leonardo | Estadio Malvinas Argentinas, Mendoza Widzów: 35 531 Sędzia: Marco Ortíz Nava |
|                        |                                                  |                |                                   |                                                                              |

| 24 maja 2023 20:00 CET | Włochy U-20 | 0:2(0:0)Raport | Nigeria U-20 · 61' Lawal · 90+5' Jude · | Estadio Malvinas Argentinas, Mendoza Widzów: 5 701 Sędzia: Piero Maza |
|                        |             |                |                                         |                                                                       |

| 24 maja 2023 23:00 CET | Brazylia U-20 · Sávio 37' · Leonardo 38' · Pedroso 57' · Giovane 82' · Gomes 90+1' · Martins 90+3' · | 6:0(2:0)Raport | Dominikana U-20 | Estadio Malvinas Argentinas, Mendoza Widzów: 7 253 Sędzia: François Letexier |
|                        | |                |                 |                                                                              |

| 27 maja 2023 20:00 CET | Brazylia U-20 · Pedroso 43' · Marquinhos 45+2' | 2:0(2:0)Raport | Nigeria U-20 | Estadio Ciudad de La Plata, La Plata Widzów: 29 134 Sędzia: Serdar Gözübüyük |
|                        |                                                |                |              |                                                                              |

| 27 maja 2023 20:00 CET | Dominikana U-20 | 0:3(0:1)Raport | Włochy U-20 · 19', 84' Casadei · 50' Ambrosino · | Estadio Malvinas Argentinas, Mendoza Widzów: 6 709 Sędzia: Mohammed Khled Al Hoish |
|                        |                 |                |                                                  |                                                                                    |

### Grupa E
| Zespół       | Pkt | M | W | R | P | Br+ | Br- | +/- |
| ------------ | --- | - | - | - | - | --- | --- | --- |
| Anglia U-20  | 7   | 3 | 2 | 1 | 0 | 4   | 2   | +2  |
| Urugwaj U-20 | 6   | 3 | 2 | 0 | 1 | 7   | 3   | +4  |
| Tunezja U-20 | 3   | 3 | 1 | 0 | 2 | 3   | 2   | +1  |
| Irak U-20    | 1   | 3 | 0 | 1 | 2 | 0   | 7   | -7  |

| 22 maja 2023 20:00 CET | Anglia U-20 · Scarlett 25' · | 1:0(1:0)Raport | Tunezja U-20 | Estadio Ciudad de La Plata, La Plata Widzów: 2 765 Sędzia: Ramon Abatti |
|                        |                              |                |              |                                                                         |

| 22 maja 2023 23:00 CET | Urugwaj U-20 · Matías Abaldo 37' · Andrés Ferrari 47' · Hussein Hassan 61' (sam.) · Alan Matturro 90+1' · | 4:0(1:0)Raport | Irak U-20 | Estadio Ciudad de La Plata, La Plata Widzów: 5 176 Sędzia: Glenn Nyberg |
|                        | |                |           |                                                                         |

| 25 maja 2023 20:00 CET | Urugwaj U-20 · González 49' · Abaldo 90+9' · | 2:3(0:2)Raport | Anglia U-20 · 22' Humphreys · 45+4' Devine · 90+5' Gyabi · | Estadio Ciudad de La Plata, La Plata Widzów: 27 231 Sędzia: Marco Ortiz Nava |
|                        |                                              |                |                                                            |                                                                              |

| 25 maja 2023 23:00 CET | Irak U-20 | 0:3(0:0)Raport | Tunezja U-20 · 55' Snana · 57' El Djebali · 57' Ghorbel · | Estadio Ciudad de La Plata, La Plata Widzów: 8 021 Sędzia: Jhon Ospina |
|                        |           |                |                                                           |                                                                        |

| 28 maja 2023 20:00 CET | Irak U-20 | 0:0Raport | Anglia U-20 | Estadio Ciudad de La Plata, La Plata Widzów: 12 122 Sędzia: Campbell-Kirk Waugh |
|                        |           |           |             |                                                                                 |

| 28 maja 2023 20:00 CET | Tunezja U-20 | 0:1(0:0)Raport | Urugwaj U-20 · 90+3' (k) González | Estadio Malvinas Argentinas, Mendoza Widzów: 6 497 Sędzia: José María Sánchez Martínez |
|                        |              |                |                                   |                                                                                        |

### Grupa F
| Zespół                | Pkt | M | W | R | P | Br+ | Br- | +/- |
| --------------------- | --- | - | - | - | - | --- | --- | --- |
| Gambia U-20           | 7   | 3 | 2 | 1 | 0 | 4   | 2   | +2  |
| Korea Południowa U-20 | 5   | 3 | 1 | 2 | 0 | 4   | 3   | +1  |
| Francja U-20          | 3   | 3 | 1 | 0 | 2 | 5   | 5   | 0   |
| Honduras U-20         | 1   | 3 | 0 | 1 | 2 | 4   | 7   | -3  |

| 22 maja 2023 20:00 CET | Francja U-20 · Virginius 70' (k) · | 1:2(0:1)Raport | Korea Południowa U-20 · 22' Lee · 64' Lee · | Estadio Malvinas Argentinas, Mendoza Widzów: 2 671 Sędzia: Jhon Ospina |
|                        |                                    |                |                                             |                                                                        |

| 22 maja 2023 23:00 CET | Gambia U-20 · Adama Bojang 1', 83' | 2:1(1:1)Raport | Honduras U-20 · 4' Marco Aceituno | Estadio Malvinas Argentinas, Mendoza Widzów: 3 147 Sędzia: Campbell-Kirk Waugh |
|                        |                                    |                |                                   |                                                                                |

| 25 maja 2023 20:00 CET | Francja U-20 · Odobert 61' · | 1:2(0:1)Raport | Gambia U-20 · 13' (sam.) Zoukrou · 68' Sanyang · | Estadio Malvinas Argentinas, Mendoza Widzów: 5 314 Sędzia: Juan Gabriel Calderón |
|                        |                              |                |                                                  |                                                                                  |

| 25 maja 2023 23:00 CET | Korea Południowa U-20 · 58' Kim · 62' Park · | 2:2(0:1)Raport | Honduras U-20 · 22' (k) Ruíz · 51' Castillo · | Estadio Malvinas Argentinas, Mendoza Widzów: 6 851 Sędzia: Abongile Tom |
|                        |                                              |                |                                               |                                                                         |

| 28 maja 2023 23:00 CET | Honduras U-20 · Odín Ramos 15' | 1:3(1:1)Raport | Francja U-20 · 41', 60' Alan Virginius · 77' Félix Nzouango | Estadio Ciudad de La Plata, La Plata Widzów: 8 904 Sędzia: Issa Sy |
|                        |                                |                |                                                             |                                                                    |

| 28 maja 2023 23:00 CET | Korea Południowa U-20 | 0:0Raport | Gambia U-20 | Estadio Malvinas Argentinas, Mendoza Widzów: 7 473 Sędzia: Oshane Nation |
|                        |                       |           |             |                                                                          |

### Ranking drużyn z trzecich miejsc
| Grupa | Zespół             | Pkt | M | W | R | P | Br+ | Br− | +/− |
| ----- | ------------------ | --- | - | - | - | - | --- | --- | --- |
| D     | Nigeria U-20       | 6   | 3 | 2 | 0 | 1 | 4   | 3   | +1  |
| A     | Nowa Zelandia U-20 | 4   | 3 | 1 | 1 | 1 | 3   | 7   | -4  |
| B     | Słowacja U-20      | 3   | 3 | 1 | 0 | 2 | 5   | 4   | +1  |
| E     | Tunezja U-20       | 3   | 3 | 1 | 0 | 2 | 3   | 2   | +1  |
| F     | Francja U-20       | 3   | 2 | 1 | 0 | 2 | 5   | 5   | 0   |
| C     | Japonia U-20       | 3   | 3 | 1 | 0 | 2 | 3   | 4   | -1  |

W 1/8 finału, gdzie awansują 4 najlepsze zespoły z 3. miejsc, kolejność meczów z tymi drużynami zależy od tego, z jakiej są grupy (kolorem żółtym jest zaznaczony wariant, który stał się faktem):
| 4 najlepsze zespoły z 3. miejsc | Rywal zwycięzcy grupy A | Rywal zwycięzcy grupy B | Rywal zwycięzcy grupy C | Rywal zwycięzcy grupy D |
| ------------------------------- | ----------------------- | ----------------------- | ----------------------- | ----------------------- |
| A B C D                         | 3. miejsce z grupy C    | 3. miejsce z grupy D    | 3. miejsce z grupy A    | 3. miejsce z grupy B    |
| A B C E                         | 3. miejsce z grupy C    | 3. miejsce z grupy A    | 3. miejsce z grupy B    | 3. miejsce z grupy E    |
| A B C F                         | 3. miejsce z grupy C    | 3. miejsce z grupy A    | 3. miejsce z grupy B    | 3. miejsce z grupy F    |
| A B D E                         | 3. miejsce z grupy D    | 3. miejsce z grupy A    | 3. miejsce z grupy B    | 3. miejsce z grupy E    |
| A B D F                         | 3. miejsce z grupy D    | 3. miejsce z grupy A    | 3. miejsce z grupy B    | 3. miejsce z grupy F    |
| A B E F                         | 3. miejsce z grupy E    | 3. miejsce z grupy A    | 3. miejsce z grupy B    | 3. miejsce z grupy F    |
| A C D E                         | 3. miejsce z grupy C    | 3. miejsce z grupy D    | 3. miejsce z grupy A    | 3. miejsce z grupy E    |
| A C D F                         | 3. miejsce z grupy C    | 3. miejsce z grupy D    | 3. miejsce z grupy A    | 3. miejsce z grupy F    |
| A C E F                         | 3. miejsce z grupy C    | 3. miejsce z grupy A    | 3. miejsce z grupy F    | 3. miejsce z grupy E    |
| A D E F                         | 3. miejsce z grupy D    | 3. miejsce z grupy A    | 3. miejsce z grupy F    | 3. miejsce z grupy E    |
| B C D E                         | 3. miejsce z grupy C    | 3. miejsce z grupy D    | 3. miejsce z grupy B    | 3. miejsce z grupy E    |
| B C D F                         | 3. miejsce z grupy C    | 3. miejsce z grupy D    | 3. miejsce z grupy B    | 3. miejsce z grupy F    |
| B C E F                         | 3. miejsce z grupy E    | 3. miejsce z grupy C    | 3. miejsce z grupy B    | 3. miejsce z grupy F    |
| B D E F                         | 3. miejsce z grupy E    | 3. miejsce z grupy D    | 3. miejsce z grupy B    | 3. miejsce z grupy F    |
| C D E F                         | 3. miejsce z grupy C    | 3. miejsce z grupy D    | 3. miejsce z grupy F    | 3. miejsce z grupy E    |

## Faza pucharowa
W fazie pucharowej uczestniczy 16 zespołów, które awansowały z fazy grupowej. Ta część rywalizacji składa się z czterech rund, w każdej rundzie odpada połowa drużyn. Po wyłonieniu czterech najlepszych drużyn turnieju, rozegrane zostaną półfinały. Przegrani tych spotkań rozegrają mecz o brązowy medal, zaś zwycięzcy o tytuł mistrzowski. W każdym ze spotkań fazy pucharowej mecz zakończony w regulaminowym czasie remisem musi być rozstrzygnięty poprzez trzydziestominutową dogrywkę. Jeżeli wynik nadal pozostanie nierozstrzygnięty, następuje seria rzutów karnych.
|  |                                 |                        |                       |                                 |                                 |                                 |                                 |                       |                       |                   |                       |                       |                       |  |  |       |       |       |
|  | 1/8 finału                      | 1/8 finału             | 1/8 finału            |                                 |                                 | Ćwierćfinały                    | Ćwierćfinały                    | Ćwierćfinały          |                       |                   | Półfinały             | Półfinały             | Półfinały             |  |  | Finał | Finał | Finał |
|  | 1/8 finału                      | 1/8 finału             | 1/8 finału            |                                 |                                 | Ćwierćfinały                    | Ćwierćfinały                    | Ćwierćfinały          |                       |                   | Półfinały             | Półfinały             | Półfinały             |  |  | Finał | Finał | Finał |
|  | 30 maja – Mendoza               |                        |                       |                                 |                                 |                                 |                                 |                       |                       |                   |                       |                       |                       |  |  |       |       |       |
|  |                                 |                        |                       |                                 |                                 |                                 |                                 |                       |                       |                   |                       |                       |                       |  |  |       |       |       |
|  | Stany Zjednoczone U-20          | Stany Zjednoczone U-20 | 4                     |                                 |                                 |                                 |                                 |                       |                       |                   |                       |                       |                       |  |  |       |       |       |
|  | Stany Zjednoczone U-20          | Stany Zjednoczone U-20 | 4                     | 4 czerwca – Santiago del Estero |                                 |                                 |                                 |                       |                       |                   |                       |                       |                       |  |  |       |       |       |
|  | Nowa Zelandia U-20              | Nowa Zelandia U-20     | 0                     |                                 |                                 |                                 |                                 |                       |                       |                   |                       |                       |                       |  |  |       |       |       |
|  | Nowa Zelandia U-20              | Nowa Zelandia U-20     | 0                     |                                 |                                 | Stany Zjednoczone U-20          | Stany Zjednoczone U-20          | 0                     |                       |                   |                       |                       |                       |  |  |       |       |       |
|  | 1 czerwca – Santiago del Estero |                        |                       |                                 |                                 | Stany Zjednoczone U-20          | Stany Zjednoczone U-20          | 0                     |                       |                   |                       |                       |                       |  |  |       |       |       |
|  |                                 |                        | Urugwaj U-20          | Urugwaj U-20                    | 2                               |                                 |                                 |                       |                       |                   |                       |                       |                       |  |  |       |       |       |
|  | Gambia U-20                     | Gambia U-20            | Urugwaj U-20          | Urugwaj U-20                    | 2                               | 0                               |                                 |                       |                       |                   |                       |                       |                       |  |  |       |       |       |
|  | Gambia U-20                     | Gambia U-20            |                       |                                 |                                 | 0                               | 8 czerwca – La Plata            |                       |                       |                   |                       |                       |                       |  |  |       |       |       |
|  | Urugwaj U-20                    | Urugwaj U-20           | 1                     |                                 |                                 |                                 |                                 |                       |                       |                   |                       |                       |                       |  |  |       |       |       |
|  | Urugwaj U-20                    | Urugwaj U-20           | 1                     |                                 |                                 | Urugwaj U-20                    | Urugwaj U-20                    | 1                     |                       |                   |                       |                       |                       |  |  |       |       |       |
|  | 30 maja – Mendoza               |                        |                       |                                 |                                 | Urugwaj U-20                    | Urugwaj U-20                    | 1                     |                       |                   |                       |                       |                       |  |  |       |       |       |
|  |                                 |                        | Izrael U-20           | Izrael U-20                     | 0                               |                                 |                                 |                       |                       |                   |                       |                       |                       |  |  |       |       |       |
|  | Uzbekistan U-20                 | Uzbekistan U-20        | Izrael U-20           | Izrael U-20                     | 0                               | 0                               |                                 |                       |                       |                   |                       |                       |                       |  |  |       |       |       |
|  | Uzbekistan U-20                 | Uzbekistan U-20        | 3 czerwca – San Juan  |                                 |                                 | 0                               |                                 |                       |                       |                   |                       |                       |                       |  |  |       |       |       |
|  | Izrael U-20                     | Izrael U-20            | 1                     |                                 |                                 |                                 |                                 |                       |                       |                   |                       |                       |                       |  |  |       |       |       |
|  | Izrael U-20                     | Izrael U-20            | 1                     |                                 |                                 | Izrael U-20                     | Izrael U-20                     | 3                     |                       |                   |                       |                       |                       |  |  |       |       |       |
|  | 31 maja – La Plata              |                        |                       |                                 |                                 | Izrael U-20                     | Izrael U-20                     | 3                     |                       |                   |                       |                       |                       |  |  |       |       |       |
|  |                                 |                        | Brazylia U-20         | Brazylia U-20                   | 2                               |                                 |                                 |                       |                       |                   |                       |                       |                       |  |  |       |       |       |
|  | Brazylia U-20                   | Brazylia U-20          | Brazylia U-20         | Brazylia U-20                   | 2                               | 4                               |                                 |                       |                       |                   |                       |                       |                       |  |  |       |       |       |
|  | Brazylia U-20                   | Brazylia U-20          |                       |                                 |                                 | 4                               | 11 czerwca – La Plata           |                       |                       |                   |                       |                       |                       |  |  |       |       |       |
|  | Tunezja U-20                    | Tunezja U-20           | 1                     |                                 |                                 |                                 |                                 |                       |                       |                   |                       |                       |                       |  |  |       |       |       |
|  | Tunezja U-20                    | Tunezja U-20           | 1                     |                                 |                                 | Urugwaj U-20                    | Urugwaj U-20                    | 1                     |                       |                   |                       |                       |                       |  |  |       |       |       |
|  | 31 maja – San Juan              |                        |                       |                                 |                                 | Urugwaj U-20                    | Urugwaj U-20                    | 1                     |                       |                   |                       |                       |                       |  |  |       |       |       |
|  |                                 |                        | Włochy U-20           | Włochy U-20                     | 0                               |                                 |                                 |                       |                       |                   |                       |                       |                       |  |  |       |       |       |
|  | Kolumbia U-20                   | Kolumbia U-20          | Włochy U-20           | Włochy U-20                     | 0                               | 5                               |                                 |                       |                       |                   |                       |                       |                       |  |  |       |       |       |
|  | Kolumbia U-20                   | Kolumbia U-20          | 3 czerwca – San Juan  |                                 |                                 | 5                               |                                 |                       |                       |                   |                       |                       |                       |  |  |       |       |       |
|  | Słowacja U-20                   | Słowacja U-20          | 1                     |                                 |                                 |                                 |                                 |                       |                       |                   |                       |                       |                       |  |  |       |       |       |
|  | Słowacja U-20                   | Słowacja U-20          | 1                     |                                 |                                 | Kolumbia U-20                   | Kolumbia U-20                   | 1                     |                       |                   |                       |                       |                       |  |  |       |       |       |
|  | 31 maja – La Plata              |                        |                       |                                 |                                 | Kolumbia U-20                   | Kolumbia U-20                   | 1                     |                       |                   |                       |                       |                       |  |  |       |       |       |
|  |                                 |                        | Włochy U-20           | Włochy U-20                     | 3                               |                                 |                                 |                       |                       |                   |                       |                       |                       |  |  |       |       |       |
|  | Anglia U-20                     | Anglia U-20            | Włochy U-20           | Włochy U-20                     | 3                               | 1                               |                                 |                       |                       |                   |                       |                       |                       |  |  |       |       |       |
|  | Anglia U-20                     | Anglia U-20            |                       |                                 |                                 | 1                               | 8 czerwca – La Plata            |                       |                       |                   |                       |                       |                       |  |  |       |       |       |
|  | Włochy U-20                     | Włochy U-20            | 2                     |                                 |                                 |                                 |                                 |                       |                       |                   |                       |                       |                       |  |  |       |       |       |
|  | Włochy U-20                     | Włochy U-20            | 2                     |                                 |                                 | Włochy U-20                     | Włochy U-20                     | 2                     |                       |                   |                       |                       |                       |  |  |       |       |       |
|  | 1 czerwca – Santiago del Estero |                        |                       |                                 |                                 | Włochy U-20                     | Włochy U-20                     | 2                     |                       |                   |                       |                       |                       |  |  |       |       |       |
|  |                                 |                        | Korea Południowa U-20 | Korea Południowa U-20           | 1                               |                                 |                                 | Mecz o 3. miejsce     | Mecz o 3. miejsce     | Mecz o 3. miejsce |                       |                       |                       |  |  |       |       |       |
|  | Ekwador U-20                    | Ekwador U-20           | Korea Południowa U-20 | Korea Południowa U-20           | 1                               | 2                               |                                 |                       |                       | Mecz o 3. miejsce |                       |                       |                       |  |  |       |       |       |
|  | Ekwador U-20                    | Ekwador U-20           |                       |                                 | 4 czerwca – Santiago del Estero | 4 czerwca – Santiago del Estero | 4 czerwca – Santiago del Estero |                       |                       |                   | 11 czerwca – La Plata | 11 czerwca – La Plata | 11 czerwca – La Plata |  |  |       |       |       |
|  | Korea Południowa U-20           | Korea Południowa U-20  | 3                     |                                 | 4 czerwca – Santiago del Estero | 4 czerwca – Santiago del Estero | 4 czerwca – Santiago del Estero |                       |                       |                   | 11 czerwca – La Plata | 11 czerwca – La Plata | 11 czerwca – La Plata |  |  |       |       |       |
|  | Korea Południowa U-20           | Korea Południowa U-20  | 3                     |                                 |                                 | Korea Południowa U-20           | Korea Południowa U-20           | 1                     | Izrael U-20           | Izrael U-20       | 3                     |                       |                       |  |  |       |       |       |
|  | 31 maja – San Juan              |                        |                       |                                 |                                 | Korea Południowa U-20           | Korea Południowa U-20           | 1                     | Izrael U-20           | Izrael U-20       | 3                     |                       |                       |  |  |       |       |       |
|  |                                 |                        | Nigeria U-20          | Nigeria U-20                    | 0                               |                                 |                                 | Korea Południowa U-20 | Korea Południowa U-20 | 1                 |                       |                       |                       |  |  |       |       |       |
|  | Argentyna U-20                  | Argentyna U-20         | Nigeria U-20          | Nigeria U-20                    | 0                               | 0                               |                                 | Korea Południowa U-20 | Korea Południowa U-20 | 1                 |                       |                       |                       |  |  |       |       |       |
|  | Argentyna U-20                  | Argentyna U-20         |                       |                                 |                                 |                                 |                                 |                       |                       |                   |                       |                       |                       |  |  |       |       |       |
|  | Nigeria U-20                    | Nigeria U-20           | 2                     |                                 |                                 |                                 |                                 |                       |                       |                   |                       |                       |                       |  |  |       |       |       |
|  | Nigeria U-20                    | Nigeria U-20           | 2                     |                                 |                                 |                                 |                                 |                       |                       |                   |                       |                       |                       |  |  |       |       |       |

UWAGA: W nawiasach podane są wyniki po rzutach karnych.

### 1/8 finału
| 30 maja 2023 19:30 CET | Stany Zjednoczone U-20 · Owen Wolff 14' · Cade Cowell 61' · Justin Che 75' · Rokas Pukstas 82' · | 4:0(1:0)Raport | Nowa Zelandia U-20 | Estadio Malvinas Argentinas, Mendoza Widzów: 7 848 Sędzia: Mohamed Maarouf Eid Mansour |
|                        |                                                                                                  |                |                    |                                                                                        |

| 30 maja 2023 23:00 CET | Uzbekistan U-20 | 0:1(0:0)Raport | Izrael U-20 · 90+7' Anan Khalaili | Estadio Malvinas Argentinas, Mendoza Widzów: 10 492 Sędzia: Yohan Pérez |
|                        |                 |                |                                   |                                                                         |

| 31 maja 2023 19:30 CET | Brazylia U-20 · Leonardo 11' (k) · Santos 31', 90+10' · Martins 90+1' | 4:1(2:0)Raport | Tunezja U-20 · 90+13' Ghorbel | Estadio Ciudad de La Plata, La Plata Widzów: 9 175 Sędzia: Halil Umut Meler |
|                        |                                                                       |                |                               |                                                                             |

| 31 maja 2023 19:30 CET | Kolumbia U-20 · Cortés 48', 90+4' · Asprilla 50' · Ángel 52', 63' | 5:1(0:0)Raport | Słowacja U-20 · 87' Jambor | Estadio San Juan del Bicentenario, San Juan Widzów: 4 630 Sędzia: Mohammed Khled Al Hoish |
|                        |                                                                   |                |                            |                                                                                           |

| 31 maja 2023 19:30 CET | Anglia U-20 · Devine 24' | 1:2(1:1)Raport | Włochy U-20 · 8' Baldanzi · 87' (k) Casadei | Estadio Ciudad de La Plata, La Plata Widzów: 12 832 Sędzia: Ramon Abatti |
|                        |                          |                |                                             |                                                                          |

| 31 maja 2023 23:00 CET | Argentyna U-20 | 0:2(0:0)Raport | Nigeria U-20 · 61' Muhammad · 90+1' Sarki | Estadio San Juan del Bicentenario, San Juan Widzów: 27 179 Sędzia: Glenn Nyberg |
|                        |                |                |                                           |                                                                                 |

| 1 czerwca 2023 19:30 CET | Gambia U-20 | 0:1(0:0)Raport | Urugwaj U-20 · 65' Duarte | Estadio Único Madre de Ciudades, Santiago del Estero Widzów: 7 644 Sędzia: François Letexier |
|                          |             |                |                           |                                                                                              |

| 1 czerwca 2023 23:00 CET | Ekwador U-20 · Cuero 36' (k) · González 84' | 2:3(1:2)Raport | Korea Południowa U-20 · 11' Lee · 19' Bae · 48' Choi | Estadio Único Madre de Ciudades, Santiago del Estero Widzów: 12 492 Sędzia: Oshane Nation |
|                          |                                             |                |                                                      |                                                                                           |

### Ćwierćfinały
| 3 czerwca 2023 19:30 CET | Izrael U-20 · Khalaili 60' · Shibli 93' · Turgeman 105+3' | 3:2 dogr.(0:0)Raport | Brazylia U-20 · 56' Leonardo · 91' Nascimento | Estadio San Juan del Bicentenario, San Juan Widzów: 1 765 Sędzia: Juan Gabriel Calderón |
|                          |                                                           |                      |                                               |                                                                                         |

| 3 czerwca 2023 23:00 CET | Kolumbia U-20 · Torres 49' | 1:3(0:2)Raport | Włochy U-20 · 9' Casadei · 38' Baldanzi · 46' Esposito | Estadio San Juan del Bicentenario, San Juan Widzów: 3 167 Sędzia: Salman Ahmad Falahi |
|                          |                            |                |                                                        |                                                                                       |

| 4 czerwca 2023 19:30 CET | Korea Południowa U-20 · Choi 95' | 1:0 dogr.(0:0)Raport | Nigeria U-20 | Estadio Único Madre de Ciudades, Santiago del Estero Widzów: 10 298 Sędzia: José María Sánchez Martínez |
|                          |                                  |                      |              | |

| 4 czerwca 2023 23:00 CET | Stany Zjednoczone U-20 | 0:2(0:1)Raport | Urugwaj U-20 · 21' Duarte · 56' (sam.) Wynder | Estadio Único Madre de Ciudades, Santiago del Estero Widzów: 18 474 Sędzia: Serdar Gözübüyük |
|                          |                        |                |                                               |                                                                                              |

### Półfinały
| 8 czerwca 2023 19:30 CET | Urugwaj U-20 · Duarte 61' | 1:0(0:0)Raport | Izrael U-20 | Estadio Ciudad de La Plata, La Plata Widzów: 27 860 Sędzia: José María Sánchez Martínez |
|                          |                           |                |             |                                                                                         |

| 8 czerwca 2023 23:00 CET | Włochy U-20 · Cesare Casadei 14' · Simone Pafundi 86' · | 2:1(1:1)Raport | Korea Południowa U-20 · 23' (k) Lee | Estadio Ciudad de La Plata, La Plata Widzów: 20 998 Sędzia: Yael Falcón Pérez |
|                          |                                                         |                |                                     |                                                                               |

### Mecz o 3 miejsce
| 11 czerwca 2023 19:30 CET | Izrael U-20 · Binyamin 19' · Senior 76' · Khalaili 85' | 3:1(1:1)Raport | Korea Południowa U-20 · 24' (k) Lee | Estadio Ciudad de La Plata, La Plata Widzów: 15 327 Sędzia: Ramon Abatti |
|                           |                                                        |                |                                     |                                                                          |

### Finał
| 11 czerwca 2023 23:00 CET | Urugwaj U-20 · Rodríguez 86' | 1:0(0:0)Raport | Włochy U-20 | Estadio Ciudad de La Plata, La Plata Widzów: 45 000 Sędzia: Glenn Nyberg |
|                           |                              |                |             |                                                                          |

## Strzelcy
Bramki z serii rzutów karnych nie są wliczane do klasyfikacji strzelców.

### 7 goli
- Cesare Casadei

### 5 goli
- Marcos Leonardo

### 4 gole
- Justin Cuero
- Óscar Cortés

### 3 gole
- Alejo Véliz
- Alan Virginius
- Anan Khalaili
- Tomás Ángel
- Seung Won Lee
- Cade Cowell
- Anderson Duarte

### 2 gole
- Alfie Devine
- Luka Romero
- Matheus Martins
- Jean Pedroso
- Andrey Santos
- Jose Klinger
- Alan Minda
- Cristopher Zambrano
- Adama Bojang
- Omer Senior
- Dor Turgeman
- Yáser Asprilla
- Choi Seok-hyeon
- Young-Jun Lee
- Timotej Jambor
- Máté Szolgai
- Mahmoud Ghorbel
- Matías Abaldo
- Franco González
- Shakhzod Nematzhonov
- Tommaso Baldanzi

### 1 gol
- Darko Gyabi
- Bashir Humphreys
- Dane Scarlett
- Brian Aguirre
- Valentín Carboni
- Gino Infantino
- Ignacio Maestro Puch
- Máximo Perrone
- Giovane
- Marlon Gomes
- Marquinhos
- Matheus Nascimento
- Sávio
- Edison Azcona
- Tommy Chamba
- Sebastían González
- Kendry Páez
- Félix Nzouango
- Wilson Odobert
- Mamin Sanyang
- Marco Aceituno
- Isaac Castillo
- Odín Ramos
- David Ruíz
- Ran Binyamin
- Roy Navi
- Hamza Shibli
- Kuryu Matsuki
- Isa Sakamoto
- Riku Yamane
- Gustavo Puerta
- Jhojan Torres
- Jun-ho Bae
- Park Seung-ho
- Yong-hak Kim
- Salim Fago Lawal
- Samson Lawal
- Ibrahim Beji Muhammad
- Rilwanu Sarki
- Jude Sunday
- Norman Garbett
- Jay Herdman
- Ben Wallace
- Mamadou Lamine Camara
- Pape Diop
- Artur Gajdoš
- Adam Gaži
- Justin Che
- Jonathan Gómez
- Diego Luna
- Rokas Pukštas
- Niko Tsakiris
- Caleb Wiley
- Owen Wolff
- Chaim El Djebali
- Youssef Snana
- Andrés Ferrari
- Alan Matturro
- Luciano Rodríguez
- Sherzod Esanov
- Abbosbek Fayzullaev
- Makhmudjon Makhamadjonov
- Giuseppe Ambrosino
- Francesco Esposito
- Simone Pafundi
- Matteo Prati

### Gole samobójcze
- Guillermo de Peña (dla  Nigeria U-20)
- Tanguy Zoukrou (dla  Gambia U-20)
- Hussein Hassan (dla  Urugwaj U-20)
- Babacar N’Diaye (dla  Izrael U-20)
- Joshua Wynder (dla  Urugwaj U-20)

## Klasyfikacja końcowa
| Miejsce                        | Reprezentacja          | Punkty | Bramki +/− | Bramki zdobyte |
| ------------------------------ | ---------------------- | ------ | ---------- | -------------- |
| Strefa medalowa                |                        |        |            |                |
| złoto                          | Urugwaj U-20           | 18     | 12         | 15             |
| srebro                         | Włochy U-20            | 15     | 5          | 13             |
| brąz                           | Izrael U-20            | 13     | 3          | 11             |
| 4.                             | Korea Południowa U-20  | 11     | 0          | 10             |
| Wyeliminowane w ćwierćfinałach |                        |        |            |                |
| 5.                             | Stany Zjednoczone U-20 | 12     | 8          | 10             |
| 6.                             | Kolumbia U-20          | 10     | 6          | 10             |
| 7.                             | Brazylia U-20          | 9      | 10         | 6              |
| 8.                             | Nigeria U-20           | 9      | 3          | 6              |
| Wyeliminowane w 1/8 finału     |                        |        |            |                |
| 9.                             | Argentyna U-20         | 9      | 10         | 3              |
| 10.                            | Anglia U-20            | 7      | 1          | 5              |
| 11.                            | Gambia U-20            | 7      | 1          | 4              |
| 12.                            | Ekwador U-20           | 6      | 8          | 13             |
| 13.                            | Uzbekistan U-20        | 4      | 0          | 5              |
| 14.                            | Nowa Zelandia U-20     | 4      | -8         | 3              |
| 15.                            | Tunezja U-20           | 3      | -2         | 4              |
| 16.                            | Słowacja U-20          | 3      | -3         | 6              |
| Wyeliminowane w fazie grupowej |                        |        |            |                |
| 17.                            | Francja U-20           | 3      | 0          | 5              |
| 18.                            | Japonia U-20           | 3      | -1         | 3              |
| 19.                            | Senegal U-20           | 2      | -1         | 2              |
| 20.                            | Honduras U-20          | 1      | -3         | 4              |
| 21.                            | Irak U-20              | 1      | -7         | 0              |
| 22.                            | Gwatemala U-20         | 0      | -6         | 0              |
| 23.                            | Dominikana U-20        | 0      | -10        | 1              |
| 24.                            | Fidżi U-20             | 0      | -16        | 0              |